# Antalis diarrhox
Antalis diarrhox är en blötdjursart som först beskrevs av Watson 1879.  Antalis diarrhox ingår i släktet Antalis och familjen Dentaliidae. Inga underarter finns listade i Catalogue of Life.